# William Löfqvist

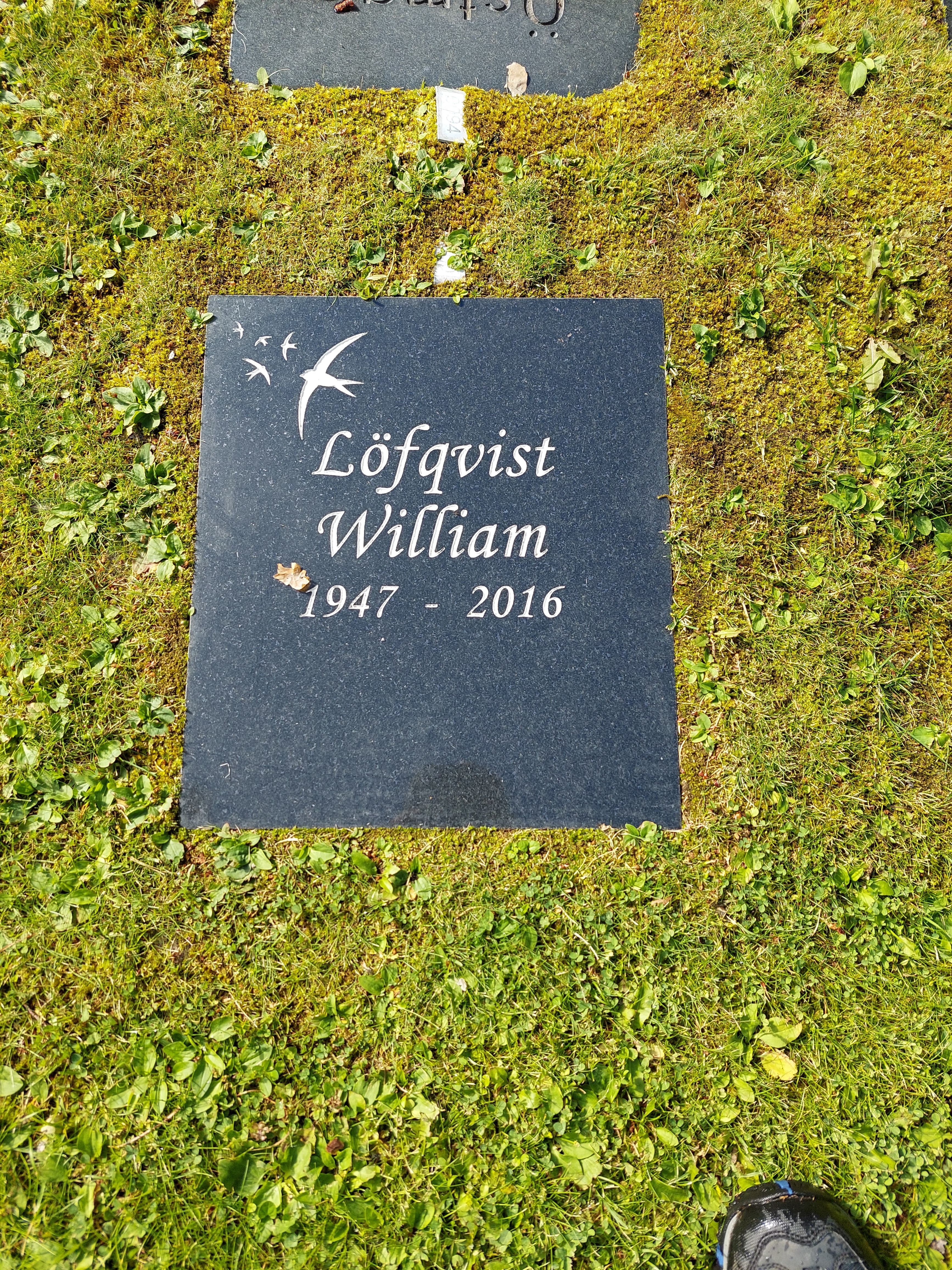
Grab von Wille Löfqvist

Sven William „Wille“ Löfqvist (* 12. April 1947 in Gävle; † 23. Oktober 2016) war ein schwedischer Eishockeytorwart und -funktionär.

## Karriere
William Löfqvist begann seine Karriere als Eishockeyspieler beim Strömsbro IF, für dessen Profimannschaft er in der Saison 1967/68 sein Debüt in der Division 1, der damals höchsten schwedischen Spielklasse, gab. Anschließend wechselte der Torwart innerhalb der Division 1 zum Brynäs IF, mit dem er ab der Saison 1975/76 in der neu gegründeten Elitserien teilnahm. Mit dem Brynäs IF gewann er in den Jahren 1970, 1971, 1972, 1976, 1977 und 1980 insgesamt sechs Mal den schwedischen Meistertitel. Er selbst erhielt 1972 den Guldpucken als Spieler des Jahres in Schweden. Als Torwart mit dem niedrigsten Gegentorschnitt und der besten Fangquote hatte er 1980 maßgeblichen Anteil am Gewinn der Meisterschaft. Im Anschluss an die Saison 1982/83 beendete er im Alter von 36 Jahren seine Karriere.
Zur Saison 2011/12 übernahm Löfqvist das Amt als Team-Manager bei seinem Stammverein Brynäs IF und konnte auf Anhieb mit der Mannschaft in dieser Funktion den schwedischen Meistertitel gewinnen.

### International
Für Schweden nahm Löfqvist an den Olympischen Winterspielen 1980 in Lake Placid teil, bei denen er mit seiner Mannschaft die Bronzemedaille gewann. Zudem stand er im Aufgebot seines Landes bei den Weltmeisterschaften 1971, 1973 und 1976 sowie 1976 beim Canada Cup. Bei den Weltmeisterschaften 1971 und 1976 gewann er mit seiner Mannschaft jeweils die Bronze-, bei der WM 1973 die Silbermedaille.

## Erfolge und Auszeichnungen
| - 1970 Schwedischer Meister mit Brynäs IF - 1971 Schwedischer Meister mit Brynäs IF - 1972 Schwedischer Meister mit Brynäs IF - 1972 Guldpucken - 1975 Schwedisches All-Star Team - 1976 Schwedischer Meister mit Brynäs IF | - 1977 Schwedischer Meister mit Brynäs IF - 1980 Schwedischer Meister mit Brynäs IF - 1980 Niedrigster Gegentorschnitt der Elitserien - 1980 Beste Fangquote der Elitserien - 2012 Schwedischer Meister mit Brynäs IF (als Team-Manager) |

### International
| - 1971 Bronzemedaille bei der Weltmeisterschaft - 1973 Silbermedaille bei der Weltmeisterschaft | - 1976 Bronzemedaille bei der Weltmeisterschaft - 1980 Bronzemedaille bei den Olympischen Winterspielen |